# Florentina Rucker
Florentina Rucker (geboren 2001 in Salzburg) ist eine österreichische Schülerin, die von 2013 bis 2015 im Jedermann bei den Salzburger Festspielen ausnahmsweise nicht nur die Stimme des Herrn, sondern den Herrn selbst verkörperte.

## Leben und Werk
Rucker absolviert das Musische Gymnasium Salzburg. Sie erhielt die Rolle des Gottes nach einem Casting. Rucker: „Naja, sie wollten deswegen ein Kind als Gott, weil ein Kind irgendwie die Unschuld darstellen soll. Die meisten haben dann immer gesagt, schau mal, der liebe Bub! Das hat mich genervt!“
Das Mädchen erhielt für ihre Darstellung begeisterten Zuspruch des Publikums und hervorragende Kritiken. Die Inszenierung von Brian Mertes und Julian Crouch wurde schließlich auch im Fernsehen gezeigt.